# Синевир (фильм)
«Синевир» — Первый и единственный украинский художественный фильм ужасов 3-D Александра и Вячеслава Алёшечкиных. Премьерный показ состоялся 14 июля 2013 года в Одессе на международном кинофестивале. В широкий прокат картина вышла 3 апреля 2014 на 96 экранах. Гран-при Московского Международного 3D кинофестиваля — «Лучший игровой фильм». 

## Сюжет
Украинские Карпаты, конец 1970-х годов, СССР. Небольшой хутор, затерянный в лесах, возле горного озера Синевир. Утром, тайком от родителей из дома выбираются на рыбалку дети — брат Сашко и сестра Иванка, они идут на Синевир. Поначалу дети заняты ловлей рыбы и спорами о том, у кого будет больше улов. Неожиданно в лесу слышится крик «Ау!». Иванка и Сашко решают, что это заблудились туристы и им нужно помочь. Однако в лесу дети никого не находят, поэтому разделяются и вскоре теряют друг друга.
Тем же днём группа студентов КНУ отдыхает на другом берегу озера дикарями. Компания состоит из двух девушек — Кати и Маши, а также из трёх парней — Даника, Семёна и Феди. У Даника роман с Катей, они вместе с Семёном купаются в озере. Маша и Федя тем временем разжигают костёр и уединяются в лесу. Вечером компания садится у костра поесть шашлыков и попить пива. Семёна посылают к машине принести ещё несколько бутылок пива, но внезапный шорох из кустов заставляет его разбить одну бутылку. Федя рассержен, и чтобы как-то успокоить компанию, Семён рассказывает страшную историю о песиголовцах, популярную среди местных жителей. По поверью, в лесах водятся чудища с человеческим телом и волчьей головой. Они преследуют заблудившихся весь день и притворяются их близкими. Когда же наступает ночь, песиголовцы обретают свою истинную форму и нападают. Если встретиться с ним лицом к лицу, то следует задать вопрос: «Зачем пришёл?». В ответ на это зверь может либо развернуться и уйти, либо напасть на свою жертву. 
На ночёвку Даник с Катей уходят в палатку, а Федя с Машей, под неодобрительные возгласы Семёна уединяются в машине его отца, на которой они все и приехали. Затем Семён тайно наблюдает за парой через бинокль, и случайно замечает подошедшую к машине из леса девочку. Её внезапное появление напугало Машу, а Федя решает собрать ребят и расспросить незнакомку. Ей оказывается Иванка, которая, всхлипывая, жалуется на то, что её брат Сашко подвернул ногу и ждёт помощи у озера, а сама она потерялась. Ребята решают ей помочь.
Даник, Катя, Федя и Иванка уходят в кромешную лесную тьму на поиски Сашко. Вскоре они слышат крики «Ау!» из разных точек и решают разойтись. Из озера поднимается густой туман, затрудняющий поиски. Тем временем Семён, после секса с Машей, выходит из машины чтобы справить нужду и достать заначку пива. Сначала он жалуется на внезапный холод, но когда возвращается в салон — то видит, что Маши там нет. Он выходит и у капота замечает трясущуюся Машу с разорванной брюшной полостью. Рядом её органами питается присевший на корточки зверь-песиголовец. В ужасе Семён застывает на месте, бутылки падают из его рук на землю. Зверь наскакивает на него и рычит, глядя в глаза. Тогда он робко спрашивает «Зачем пришёл?», в ответ же песиголовец одним махом лапы отрывает тому голову.
В тумане перед каждым из оставшихся в живых ребят начинают возникать блуждающие огни. Федя, следуя за ними, натыкается на опушку с клочками одежды и охотничьим ножом. Пока он рассматривает находу, кусты за ним шевелятся и оттуда выскакивает ещё один песиголовец, который сразу впивается парню в шею и убивает его. Катя же подобным образом находит ведро с червивой рыбой, пугается его, и решает выбросить рыбу назад в озеро. На обратном пути она натыкается на точно такое же ведро, опять заполненное тухлой рыбой. Даник всё это время бегает за Иванкой, окончательно теряет её и возвращается назад. Он натыкается сначала на Катю, успокаивает её, затем они вместе находят труп Фёдора (при этом следуя за его воскликами). 
В ужасе они оба бегут назад к лагерю, но добравшись, Катя отмечает необычную тишину. Они ищут остальных, но в палатке никого. Тогда пара идёт к машине, и в ней обнаруживаются покромсанные тела Семёна с Машей. В этот же момент на машину нападает песиголовец. Катя садится за руль и пытается уехать, в то время как второе чудовище прыгает прямо на капот. Ребятам удаётся сбросить его, но машина врезается в дерево и глохнет. Пара выбирается на дорогу, окружённую лесом. Однако попутчиков нет, и им приходится идти вдвоём в темноте. В это же время по сторонам появляются силуэты, выкрикивающие их имена голосами убитых. Даня понимает, что это приманка: песиголовцы способны имитировать людской облик, а своими светящимися глазами издают свет. Он велит Кате бежать к реке, прочь от тумана, а сам решается отвлечь на себя чудовищ и бежит лесом. 
Наутро, Катю без сознания находит местный рыбак, её забирает скорая. Катя приходит в себя в больнице, но поскольку санитары обработали её раны водкой, рассказам девушки никто не верит, думая, что та просто напилась в дурной компании. Днями позже, чудом выживший Даник встречается в кафе с одним из своих профессоров Егором, которому рассказывает всю историю и показывает шрамы на теле. Он предлагает тому самому съездить на озеро дабы во всём убедиться, после чего сбегает, когда ему везде начинают мерещиться погибшие друзья.
Фильм заканчивается на том, что ещё позднее Егор всё-таки приезжает на Синевир. На одной из лекций общества «Знание» в храме неподалёку от озера пожилой экскурсовод показывает группе туристов настенную живопись с изображением песиголовцев. По его словам, эти существа описаны ещё Марко Поло как обитатели необжитой территории Древней Руси. Они охотятся на людей в лесу, а пользуются именно тем, что принимают их облик и имитируют их крики, чтобы заманить добычу к себе. Егор понимает, что история Дани — правда.

## В ролях
- Романюк Сергей — профессор Егор
- Лавренюк Алёна — Катя
- Рудаков Илья — Даник
- Войтенко Константин — Семен
- Юсипчук Богдан — Федя
- Марченко Зоряна — Маша
- Козлов Филипп — Сашко
- Мила Сивацкая — Иванка
- Юрий Фреган — Василий
- Черняков Виктор — директор
- Игорь Славинский — лектор Шмуль
- Евгений Морозов — Лектор (закадровый голос)
- Георгий Поволоцкий — санитар Леня
- Валерий Антонюк — санитар Коля
- Демерташ Виктор — милиционер
- Григорий Боковенко — дед Иван

## Критика
Фильм получил разнообразные рецензии от критиков. 